# Praletrina
La praletrina es un insecticida piretroide utilizado generalmente contra mosquitos en un ambiente doméstico. También es el insecticida principal para eliminar avispas y avispones.